# Bataille de Xuge
 (signalé en mai 2025).
Si vous disposez d'ouvrages ou d'articles de référence ou si vous connaissez des sites web de qualité traitant du thème abordé ici, merci de compléter l'article en donnant les références utiles à sa vérifiabilité et en les liant à la section « Notes et références ».
- Archive Wikiwix
- Bing
- Cairn
- DuckDuckGo
- E. Universalis
- Gallica
- Google
- G. Books
- G. News
- G. Scholar
- Persée
- Qwant
- (zh) Baidu
- (ru) Yandex
- (wd) trouver des œuvres sur Wikidata

guerres de la période des Printemps et Automnes
La bataille de Xuge (chinois : 繻葛之战) est une bataille qui a lieu en 707 av. J.-C., entre l'État de Zheng et la dynastie Zhou. La défaite des forces Zhou, représentant le Fils du Ciel, détruit tout ce qui pouvait rester du prestige de la dynastie, lequel avait déjà fortement décliné depuis le déplacement de la cour Zhou a Luoyang. Cette dégradation du prestige royal permet la montée en puissance des États féodaux, une des caractéristiques de la période des Printemps et Automnes.
Cette bataille est un des premiers exemple d'utilisation d'un Mouvement en tenaille pour vaincre un ennemi.

## Contexte
Après le déplacement de la Cour royale vers l'est de Chengzhou (ce qui correspond actuellement à la ville de Xi'an) à Luoyi (Ce qui correspond actuellement à la ville de Luoyang), les rois Zhou conservent une partie de leur prestige, mais ils n'ont plus la puissance nécessaire pour imposer leur volonté aux différents seigneurs régionaux qui sont, théoriquement, leurs vassaux.
L'État de Zheng est alors l'un des principaux protecteurs de la Cour des Zhou de Luoyang, allant jusqu'à déplacer également sa capitale vers l'est pour l'installer à Xinzheng (ce qui correspond actuellement à la ville de Zhengzhou) et servir d'État tampon à l'est. Pendant le règne du duc Zhuang, Zheng se renforce et commença à affirmer son indépendance en s'alliant avec Lu et Qi et se lançant dans la conquête d'autres petits vassaux situés dans les plaines centrales de Chine .
Comme Zheng est à proximité de la Cour des Zhou, ces actions accroissent les tensions entre les deux puissances. Bien qu'il soit théoriquement le suzerain de Zeng, et qu'il ne devrait donc pas en arriver à ce genre de procédés, le roi Ping de Zhou échange des otages avec le duc Zhuang dans le but de garantir la paix, mais cela ne fait qu'accroître la méfiance entre les deux états. Lorsque le roi Huan accède au trône a la mort de son père, il démet le duc Zhuang de son poste de ministre de la Cour (卿士). En représailles, ce dernier refuse de verser un tribut à la cour des Zhou.

## Bataille
En 707 av. J.-C., le roi Huan décide finalement de mener une expédition punitive contre Zheng. La cour des Zhou est alors si affaiblie qu'elle a besoin d'organiser une coalition pour réussir à lever l'armée requise, en rassemblant plusieurs autres États féodaux des plaines centrales contre leur ennemi commun. Huan prend personnellement le commandement des troupes situées au centre de l'armée; les troupes de Cai et Wei occupant l'aile droite, tandis que les troupes de Chen occupent l'aile gauche.
Ziyuan, Le conseiller du duc Zhuang, analyse la situation de la manière suivante. Selon lui, les troupes de Chen sont en plein désarroi à cause de la guerre civile, tandis que les troupes de Cai et Wei ont déjà été vaincues par Zheng et craignent donc leurs ennemis. Il suggère donc d'attaquer les ailes en premier, avant d'envelopper les troupes Zhou situées au centre. Le duc Zhuang suit ce conseil et le plan réussit parfaitement. En effet, les troupes alliées sont rapidement mises en déroute sur les ailes, et l'armée Zhou est ensuite détruite par une attaque en tenaille, le roi Huan étant même touché à l'épaule par une flèche durant les combats.

## Conséquences
La blessure du Fils du Ciel et l'échec de l'expédition royale achèvent de détruire le prestige de la cour royale Zhou auprès de ses vassaux. La bataille de Xuge confirme l'indépendance de fait des États féodaux et jette les bases des luttes pour l'hégémonie. Les Zhou sont tellement appauvri par la défaite, qu'après la mort du roi Huan en 697 av. J.-C., il faut dix ans pour obtenir les fonds nécessaires pour organiser des funérailles royales.
L'ascendant de l'État de Zheng sur les autres ne dure pas longtemps. Le duc Zhuang décède en 701 av. J.-C. et ses fils déclenchent une guerre civile de deux décennies en s'entretuant pour le trône, ce qui affaiblit définitivement l'État.